# Tossa de Pujolriu
El Tossa de Pujolriu és una muntanya de 932 metres que es troba al municipi de la Vall d'en Bas, a la comarca catalana de la Garrotxa.